# Liljendal

Wappen der ehemaligen Gemeinde Liljendal

Liljendal  [ˈliljɛndɑːl] war bis 2009 eine selbständige Gemeinde in der südfinnischen Landschaft Östra Nyland (finnisch Itä-Uusimaa). Zum Jahresbeginn 2010 wurde Liljendal in die Stadt Lovisa (Loviisa) eingemeindet.
Verwaltungszentrum der Gemeinde Liljendal war der Ort Sävträsk, 19 Kilometer nordöstlich der Kernstadt Lovisa gelegen. Daneben zählten zu ihr die Ortschaften Andersby, Drombom, Embom, Eskilom, Garpom, Hommansby, Hopom, Mickelspiltom und Weckum. Insgesamt hatte Liljendal eine Fläche von 119,6 Quadratkilometern. Die Einwohnerzahl betrug zuletzt 1.472. Davon waren 74,9 % Finnlandschweden. Damit war die Gemeinde offiziell zweisprachig mit Schwedisch als Mehrheits- und Finnisch als Minderheitssprache.

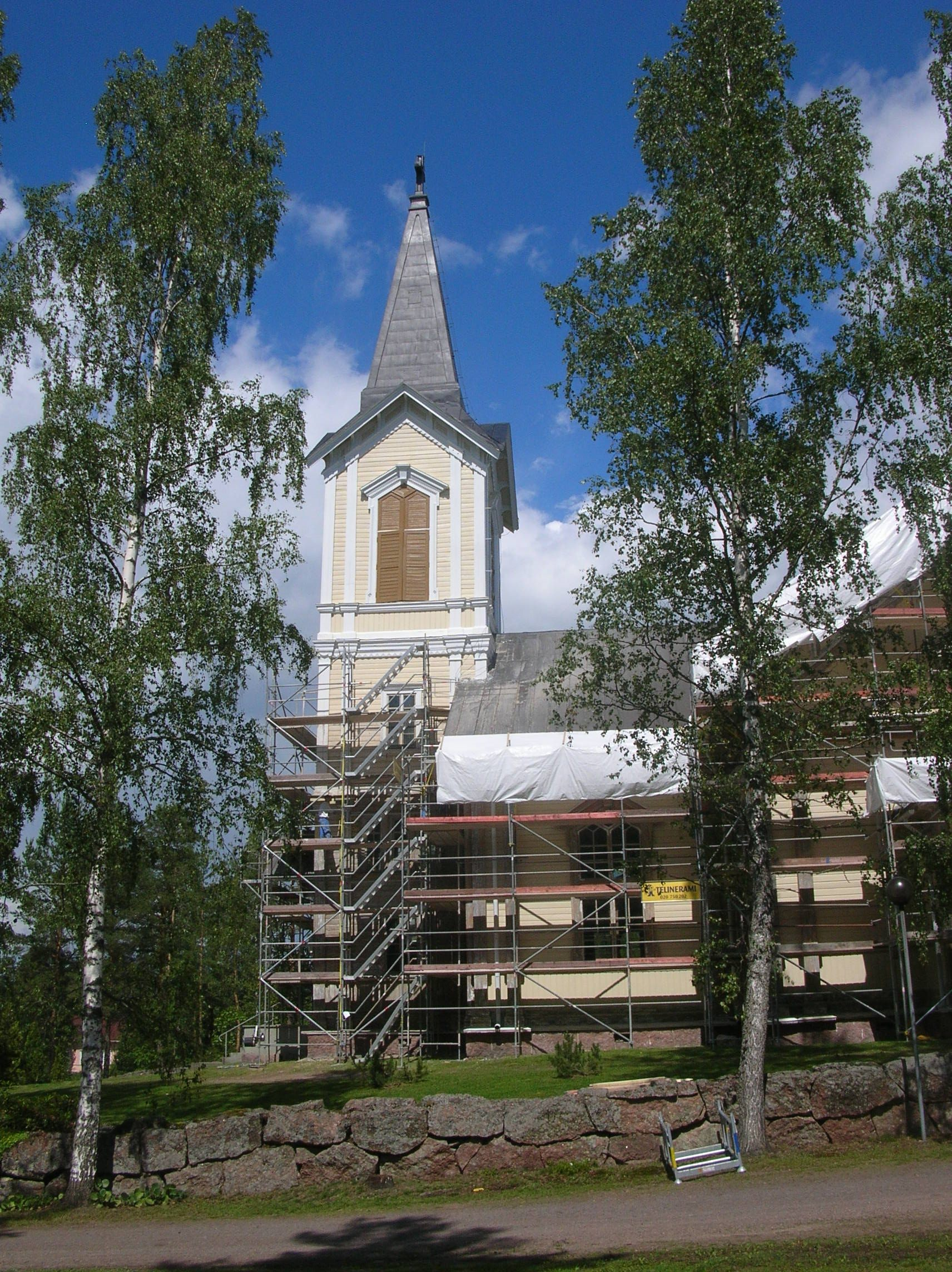
Die Kirche von Liljendal

Anders als die meisten zweisprachigen Orte in Finnland hat Liljendal keine finnische Namensvariante. Ihren Namen erhielt die Gemeinde nach dem Gutshof Liljendal in Sävträsk, dessen berühmtester Bewohner der Freiherr und Offizier Carl Gustaf Armfeldt (1666–1736) war. Ursprünglich gehörte Liljendal zum Kirchspiel Pernå. Wahrscheinlich im Jahr 1734 erhielt Liljendal ein eigenes Bethaus, ab 1791 war es eine Kapellengemeinde Pernås. 1914 wurde Liljendal endgültig als eigenständige Gemeinde aus Pernå gelöst. Zum Jahresbeginn 2010 wurde Liljendal zusammen mit Pernå und Strömfors in die Stadt Lovisa eingemeindet.
Die Kirche von Liljendal befindet sich im Dorf Sävträsk. Sie wurde 1886 nach Plänen von Theodor Decker erbaut.